# Clelia Durazzo Grimaldi
Clelia Durazzo Grimaldi, född 1760 i Genua, död 1830 i Pegli, var en italiensk botaniker.  Hon var känd för sin botaniska forskning och sin botaniska samling på 5 000 plantor. Hon grundade den botaniska trädgården Giardino botanico Clelia Durazzo Grimaldi i Genua.